# Maciej Pawlikowski (himalaista)
Maciej Pawlikowski (ur. 19 lutego 1951 w Zakopanem) – polski himalaista, ratownik TOPR, prezes Klubu Wysokogórskiego Zakopane (od 1998), technik budowlany.
Od 1976 jest zawodowym ratownikiem TOPR, od 1972 działa jako taternik. W 1977 został przewodnikiem tatrzańskim i instruktorem taternictwa.
24 października 2009 za wybitne zasługi dla rozwoju ratownictwa górskiego, za wykazaną odwagę i poświęcenie w ratowaniu zdrowia i życia ludzkiego, za działalność w Tatrzańskim Ochotniczym Pogotowiu Ratunkowym został odznaczony Krzyżem Kawalerskim Orderu Odrodzenia Polski. Otrzymał również dwukrotnie złoty i trzykrotnie srebrny Medal „Za Wybitne Osiągnięcia Sportowe” oraz Złoty Krzyż Zasługi i srebrną odznakę GOPR.

## Osiągnięcia wspinaczkowe
- Alpy:
  - północna ściana Petit Dru, drogą Allaina,
  - północna ściana Les Droites, drogą Cornuau-Davaille,
- Kaukaz:
  - cztery drogi na Uszbę Południową Północną,
  - północna ściana Katyń-Tau, drogą Czernosliwina,
- Andy: nowa droga na Nevado Jirishanca (Cordillera Huayhuash).

### Himalaje
- 1979 – Ngadi Chuli (Peak 29), 7871 m n.p.m. – pierwsze udokumentowane wejście, z Ryszardem Gajewskim,
- 1980 – udział w zimowej wyprawie narodowej na Mount Everest, która dokonała pierwszego wejścia zimą na ten szczyt (Pawlikowski zakładał obóz III),
- 1981 – udział w wyprawie na Annapurnę, która wytyczyła nową drogę na południowej ścianie (Pawlikowski zakładał obóz IV),
- 1983 – udział w wyprawie na Manaslu, która dokonała pierwszego wejścia zimą na ten szczyt (Pawlikowski dotarł do ok. 7700 m),
- 1985 – pierwsze wejście zimowe na Czo Oju (8201 m), nową drogą filarem południowo-wschodnim, z Maciejem Berbeką,
- 1986 – wejście nową drogą na Czo Oju, lewym żebrem ściany południowo-zachodniej, z Ryszardem Gajewskim,

W kolejnych latach kilkakrotnie uczestniczył w zimowych wyprawach, m.in. na K2 (1987/88, 2002/03), Nanga Parbat (1996/97), Makalu (2000/01).